# Происхождение украинской идеологии Новейшего времени
«Происхожде́ние украи́нской идеоло́гии Нове́йшего вре́мени» (рус. дореф. Происхожденіе украинской идеологии Новѣйшаго времени) — произведение русского историка Ивана Лаппо, написанное в эмиграции, статья, затем брошюра. Посвящено авторскому исследованию истоков возникновения идеи украинства. Издано в 1926 году в Ужгороде при участии Русского культурно-просветительного общества имени А. В. Духновича. Произведение переиздавалось.

## История

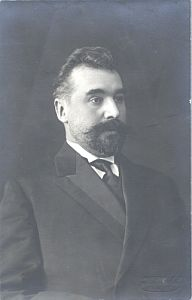
Автор, историк Иван Иванович Лаппо

Осенью 1919 года в ходе Гражданской войны Иван Лаппо, взяв с собой только самое необходимое для дальнейшей работы, вместе с семьёй через территорию, подконтрольную Вооруженным силам Юга России, оказался в эмиграции. В 1921 году он обосновался в Чехословакии, где в октябре 1923 года в Праге открылся Русский народный университет, принявший его на должность профессора. Здесь ученый сосредоточился на работе по «литовскому вопросу», а также опубликовал ряд работ, посвященных украинскому народу, одна из которых получила название «Происхождение украинской идеологии Новейшего времени» и была опубликована отдельной брошюрой в чехословацком Ужгороде при содействии Русского культурно-просветительного общества имени А. В. Духновича в 28-м его выпуске. Брошюра, согласно авторскому замыслу представлявшая собой исторический очерк, содержала 24 страницы.

## Содержание
Сквозь всю работу Лаппо стержнем проходит авторская идея, что украинцы представляют собой политическое партийное движение, а украинство является национально-политической партией. «Я не думаю, — писал автор, — чтобы можно было найти сколь достаточное число крестьян Киевщины, Черниговщины, Волыни, Галичины, которые бы называли себя украинцами». Лаппо отказывает украинскому языку в праве на самостоятельное существование и называет его «провинциальным диалектом Южной России». Он предполагает, что Тарас Шевченко в оригинале «мыслил по-русски», а Россия представлялась ему не чужой, а родной.

## Критика
Книга Лаппо интенсивно критиковалась в советское время, а также после 1991 года на Украине. Её автор наделялся идеологемными характеристиками: «Белогвардейский писака», «украиножор» (укр. україножер), «украинофоб».
Украинский карпатский писатель Василий Гренджа-Донской (1897—1974) подверг брошюру Лаппо острой критике, выразившись, что видение украинского языка «провинциальным диалектом Южной России», предлагаемое в брошюре Лаппо, «может возникнуть в спарализованном гнилом мозгу московской черносотенщины».

## Варианты издания
- Лаппо И. И. Происхождение украинской идеологии Новейшего времени = Происхожденіе украинской идеологии Новейшаго врѣмени. — Ужгород: Издание Культурно-просветительного общества имени А. В. Духновича, 1926. — Т. 28. — 24 с.
- Лаппо И. И. Происхождение украинской идеологии Новейшего времени // Вестник Юго-Западной Руси. — 2007. — Вып. 2. Архивировано 27 июля 2013 года.
- Лаппо И. И. Происхождение украинской идеологии Новейшего времени (недоступная ссылка — история) // Крымская правда : газета. — 2011, 24-26 марта. — Вып. 53-55.